# Pardilhó
Pardilhó es una freguesia portuguesa del concelho de Estarreja, con 15,87 km² de superficie y 4.175 habitantes (2001). Su densidad de población es de 263,1 hab/km².

## Galería

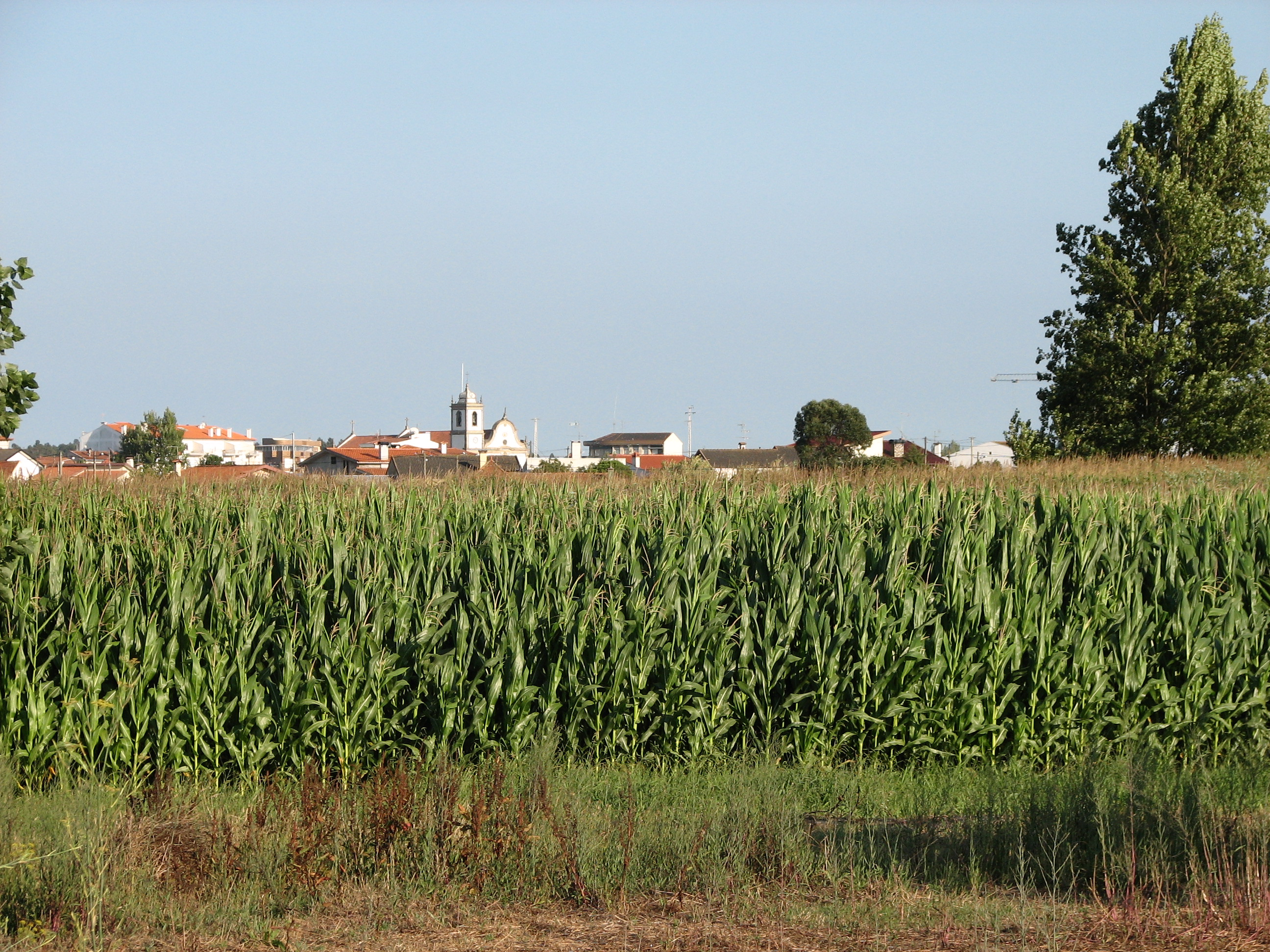
Pardilhó